# Audrina Patridge
Audrina Cathleen Patridge (Los Angeles, 9 maggio 1985) è un'attrice e personaggio televisivo statunitense, conosciuta per essere parte del cast del reality show The Hills. Ha anche creato un suo reality show, intitolato The Audrina Show, che è stato mandato in onda nella seconda metà del 2010. Audrina è inoltre la conduttrice di The Talent Contest Network. È anche apparsa nei film Patto di sangue e Trappola in fondo al mare 2 - Il tesoro degli abissi.

## Carriera
Audrina è cresciuta a Yorba Linda, in California. Dopo essersi trasferita a Los Angeles, la sua città natale, è stata assunta come receptionist nei Quixote Studios. Nel 2006 due delle protagoniste del programma Laguna Beach, Lauren Conrad e Heidi Montag (che è apparsa nella seconda stagione di Laguna Beach solo in alcuni episodi), iniziarono le riprese di The Hills ai Quixote Studios. Audrina divenne loro amica e ottenne un ruolo nel programma. Tra la terza e la quinta stagione del reality show iniziò inoltre a lavorare per la Epic Records. Il 28 maggio 2009 ha affermato durante un'intervista con Ryan Seacrest che avrebbe abbandonato The Hills per condurre il suo programma. L'ultimo episodio di The Hills con Audrina fu mandato in onda il 1º dicembre 2009. Tuttavia, è stato confermato che l'attrice avrebbe preso parte anche alla sesta edizione del reality show, senza però abbandonare i lavori per il suo programma, che sarà mandato in onda nella seconda metà del 2010.
La sua prima comparsa da attrice è nel film Trappola in fondo al mare 2 - Il tesoro degli abissi. Il film fu messo in commercio nel formato DVD il 21 aprile 2009. Audrina è inoltre apparsa nei telefilm MADtv e Do Not Disturb. Dall'agosto del 2008 ha fatto parte del cast del film Patto di sangue nel ruolo di Megan; le riprese furono effettuate tra l'ottobre del 2008 e la prima metà del 2009 e il film fu pubblicato l'11 settembre 2009. Audrina è apparsa in sette pubblicità della Carl's Jr. nel 2009. Classificatasi all'undicesima posizione fra le 100 donne di Maxim più sexy del 2010, ottenne anche un ruolo nel film del 2011 Young Americans.

## Vita privata
Dal 2008 ha una relazione con Corey Bohan, con cui si fidanza nel novembre 2015.

## Filmografia

### Attrice
- Trappola in fondo al mare 2 - Il tesoro degli abissi (Into the Blue 2), regia di Stephen Herek (2009)
- Patto di sangue (Sorority Row), regia di Stewart Hendler (2009)
- Honey 2 - Lotta ad ogni passo (Honey 2), regia di Bille Woodruff (2011)
- Scary Movie V, regia di Malcolm D. Lee (2013)

### Doppiatrice
- I Griffin (Family Guy) – serie animata, cameo nell'episodio 7x14 (2008)

### Programmi televisivi
- The Hills – reality show (2006-2010)
- MADtv – sketch comedy, episodio 14x2 (2008)
- Dancing with the Stars – talent show (2010)
- Audrina – reality show (2011)
- Hell's Kitchen – programma TV (2016)
- The Hills: New Beginnings – reality show (2019)